# 東口純
東口 純（ひがしぐち じゅん、1993年12月21日 - ）は、石川県小松市出身の元女子競輪選手。日本競輪学校（当時。以下、競輪学校）第108期生。現役時代は日本競輪選手会富山支部所属で、登録地は石川県、ホームバンクは内灘自転車競技場であった。師匠は岡崎景介（87期）。

## 経歴
中学生時代はバスケットボールに取り組んでいた。高校進学後、地元の駅前で見てかっこいいなと思ったBMXのフラットランドを始める。
競技を始めた翌年、2010年9月19日に地元の小松で開催されたC3 Jam 2010のガールズキッズ部門で2位、2010年に開催されたフラットランドの全日本選手権にあたるKOGのガールズキッズ部門で優勝、2012年にはC3 Jam 2012のキッズガールズ部門で優勝などの成績を残す。
高校時代に出場した大会で競輪学校の教官と出会ったことがきっかけで、2013年のガールズサマーキャンプに参加。BMXが頭打ちになっていたこともあり、競輪学校の受験を決意した。
2013年12月20日、競輪学校第108回生に合格。在校成績は9位（4勝）。卒業記念レースは3着・3着・3着・2着だった。
2015年7月6日、大垣競輪場にてデビュー。デビュー戦では5着・2着・6着で決勝に進出するも、勝利を挙げることは出来なかった。デビューから約3か月後の9月30日、弥彦競輪場にて最終日の一般戦で初勝利を挙げた。
その後は、上位で安定した成績を残すも優勝には縁が無かったが、2018年7月16日岸和田競輪場にて行われたL級ガールズ決勝戦において、先行する奈良岡彩子の3番手を確保、最終バックから番手捲りを打った地元の豊岡英子を追走し、ゴール前で差し切り1着となり初優勝を果たした。
同年12月12日高松競輪場で2度目の優勝。
2021年2月21日、競走参加中の奈良FIIを最後に現役引退することを表明。自身のTwitterで募集したプレゼント企画の当選者に沿えたメッセージで先に報告していたが、この日改めてマスコミ向けに公表した。翌22日の第10レース決勝5着がラストランとなり、24日に富山支部に退会届を提出。
2021年3月5日、選手登録消除。通算戦績は495戦21勝（優勝2回）。強い自力選手の後ろを狙い、ゴール前で追い込む競走スタイルを武器に、勝率は4.2%であったが、2連対率34.1％、3連対率58.9％と、半数以上は車券に絡んだ。

## エピソード
- 絵が得意で、競輪学校入学前までは絵を描くことが趣味であった[4]。